# 藝術出版社
株式会社藝術出版社（げいじゅつしゅっぱんしゃ、英: Geijutsu Shuppansha Co.,Ltd.）は、東京都港区新橋に本社を置く日本の出版社。

## 概要
1991年7月創業。
主に海外向けに、日本美術紹介を目的とした雑誌・書籍を出版、国内向けにも美術関係の雑誌や書籍を発行している。
取り上げる内容は、古美術から現代美術まで多岐におよび、とりわけ近代の画家を掘り下げる姿勢が評価されている。
出版事業のほかに、銀座にGallery美庵を経営しており、上海アートフェアなど海外のアートフェアへも積極的に出展している。

## 主な出版物
- 美術誌： 「ARTS JAPONAIS」（フランス語版、1994年〜）
- 美術誌： 「芸術倶楽部」（1994年〜2000年）
- 美術誌： 「美庵」（英語版bian、2003年〜）（日本語版Bien、2000年〜）
- 単行本：「今井俊満の真実」（2003年）、世界美術×文学全集『中村玄「おんな」×林芙美子「放浪記」 』（2011年）ほか多数